# Woronesch (Radar)
Dieser Artikel befindet sich derzeit in der Qualitätssicherung im WikiProjekt Elektrotechnik des Portal Elektrotechnik. Wenn du dich mit dem Thema auskennst, bist du herzlich eingeladen, dich an der Prüfung und möglichen Verbesserung des Artikels zu beteiligen. Der Meinungsaustausch dazu ist in der Diskussion (Artikel „Woronesch (Radar)“ eintragen) zu finden.

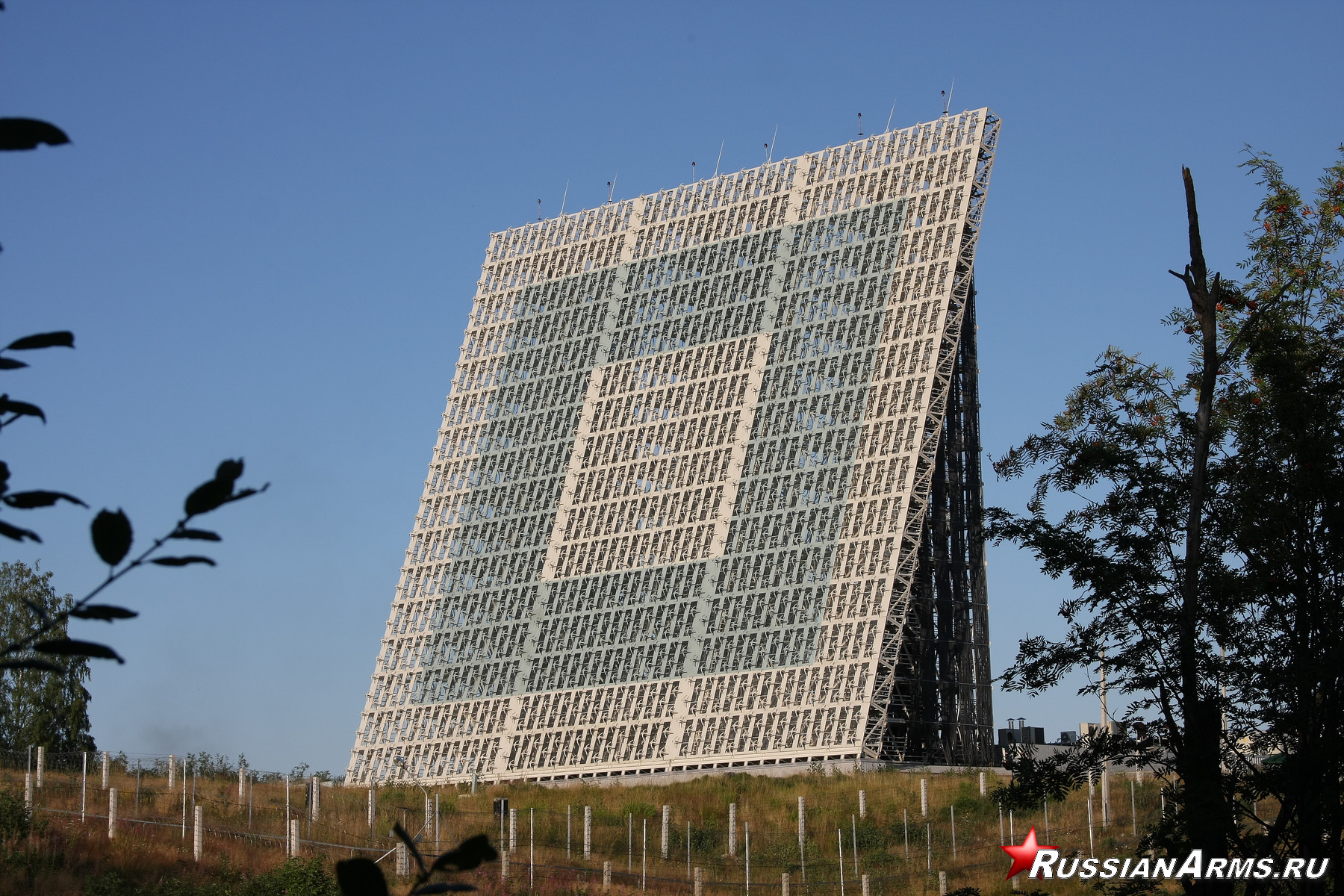
Woronesch-M-Radar-Frühwarnsystem von vorn (Bild des Russischen Heeres, August 2009)

Woronesch-Radargeräte (russisch РЛС Воронеж, englische Transkription: Voronezh) sind die aktuelle Generation russischer Frühwarn- bzw. Fern-Radare: Sie ermöglichen die Luftraumüberwachung vor Angriffen mit ballistischen Raketen und die Überwachung von Flugzeugen über Distanzen von mehreren tausend Kilometern.
Die erste dieser Anlagen wurde 2009 in Lechtussi (russ.: Лехтуси) bei St. Petersburg in Betrieb genommen. Bis 2020 sollten vergleichbare ältere Radare aus der Sowjetzeit durch Woronesch-Radare ersetzt sein. Ihre Namensgebung nach dem Fluss Woronesch folgt dem sowjetischen Muster der entsprechenden Hydronym-Verwendung: Vorhergehende Radargenerationen waren als Darjal (nach der Darialschlucht), Wolga (nach dem Strom Wolga) und Daugawa (Fluss Daugawa) bekannt oder nach den Strömen Dnepr oder Dnestr benannt.
Die Woronesch-Radare werden als „stark vorgefertigt“ beschrieben, sodass ihre Aufbauzeit nur einige Monate statt Jahre beträgt und sie weniger Personal benötigen als frühere sowjetische Radare. Zudem sind sie modular aufgebaut, sodass ein Radar auch im unvollständigen Zustand (teilweise) in Betrieb genommen werden kann. Gefertigt werden sie in der TV-Fabrik Saransk: Ihre Konstrukteure Sergei Bojew (RTI), Sergei Saprykin (NPK NIIDAR, Scientific and Research Institute for Long-Distance Radio Communications, russisch Научно-исследовательский институт дальней радиосвязи, „Wissenschafts- und Forschungsinstitut für Fern-Funkkommunikation“) und Waleri Karasew (RTI Mints) wurden 2011 für ihre Arbeit an Woronesch gemeinsam mit dem Staatspreis für Wissenschaft und Technik ausgezeichnet.
Russland hat die Einführung dieser neuen Radargeräte genutzt, um seine Ablehnung über die US-Raketenabwehr in Europa zum Ausdruck zu bringen. Beim Start des Kaliningrader Woronesch-Radars im November 2011 wurde der damalige russische Präsident Dmitri Medwedew zitiert: „Ich gehe davon aus, dass dieser Schritt von unseren Partnern als erstes Signal für die Bereitschaft unseres Landes zu einer angemessenen Reaktion gewertet wird zu den Bedrohungen, die der Raketenschild für unsere strategischen Nuklearstreitkräfte darstellt.“

## Versionen

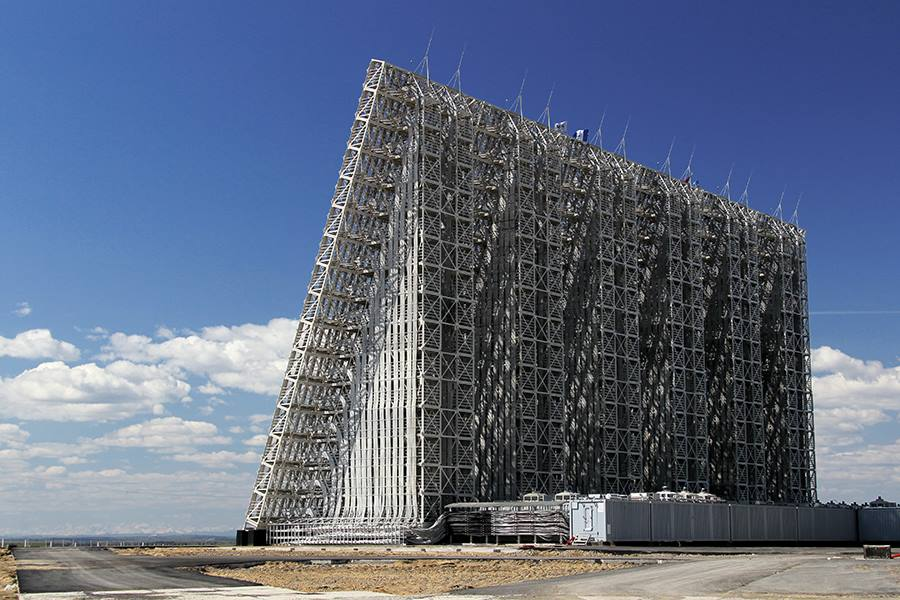
Das Woronesch-Radar der Mischeljowka-Radarstation in der Oblast Irkutsk (mit sechs Feldern, Ansicht von hinten, Dezember 2012)

Bei allen Woronesch-Typen handelt es sich um Phased-Array-Radare:
- Woronesch-M (77Ya6-M) arbeitet im Meter-Wellenlängenbereich (Ultrakurzwelle, UKW bzw. VHF für englisch Very High Frequency) und wurde von RTI Mints entwickelt, ebenso
- Woronesch-VP (77Ya6-VP) – das einzig solch gebaute Modell hat sechs Segmente anstelle der drei bei Woronesch-M (-> Foto der Station Mischeljowka).
- Woronesch-DM (77Ya6-DM) arbeitet im Dezimeterbereich (Dezimeterwelle, UHF für englisch Ultra High Frequency) und wurde von NPK NIIDAR entwickelt; es hat eine Reichweite von bis zu 10.000 km und ist in der Lage, 500 Objekte gleichzeitig zu verfolgen; seine Horizontal-Reichweite beträgt 6.000, die vertikale 8.000 km – aufgrund des Radarhorizonts ist diese Reichweite allerdings nur anwendbar, wenn sich das anvisierte Ziel in einer Höhe von mehreren tausend Kilometern befindet. Noch in einer Entfernung von 8.000 km kann dieses Radar Ziele in der Größe eines „Fußballs“ erkennen.

Eine Woronesch-M soll 2,85 Mrd. Rubel, eine Woronesch-DM 4,3 Mrd. Rubel kosten – Im Vergleich zu 5 Mrd. für eine Dnepr und 19,8 Mrd. Rubel für eine Darjal.

## Installationen

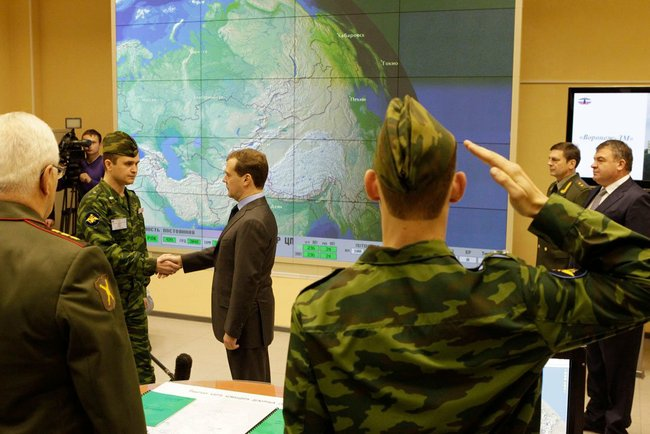
Dmitri Medwedew befiehlt die Einführung des Radars Woronesch-M durch die russische Luft- und Weltraum-Verteidigung (Kaliningrad, 2011)

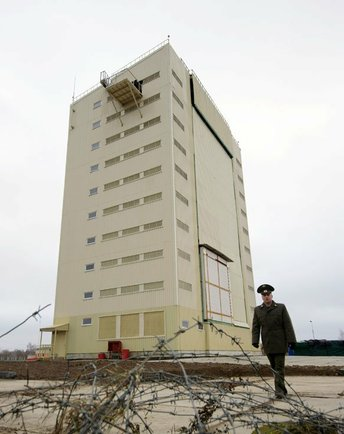
Teil des Woronesch-Radars auf der Pionerski-Radarstation in der Oblast Kaliningrad

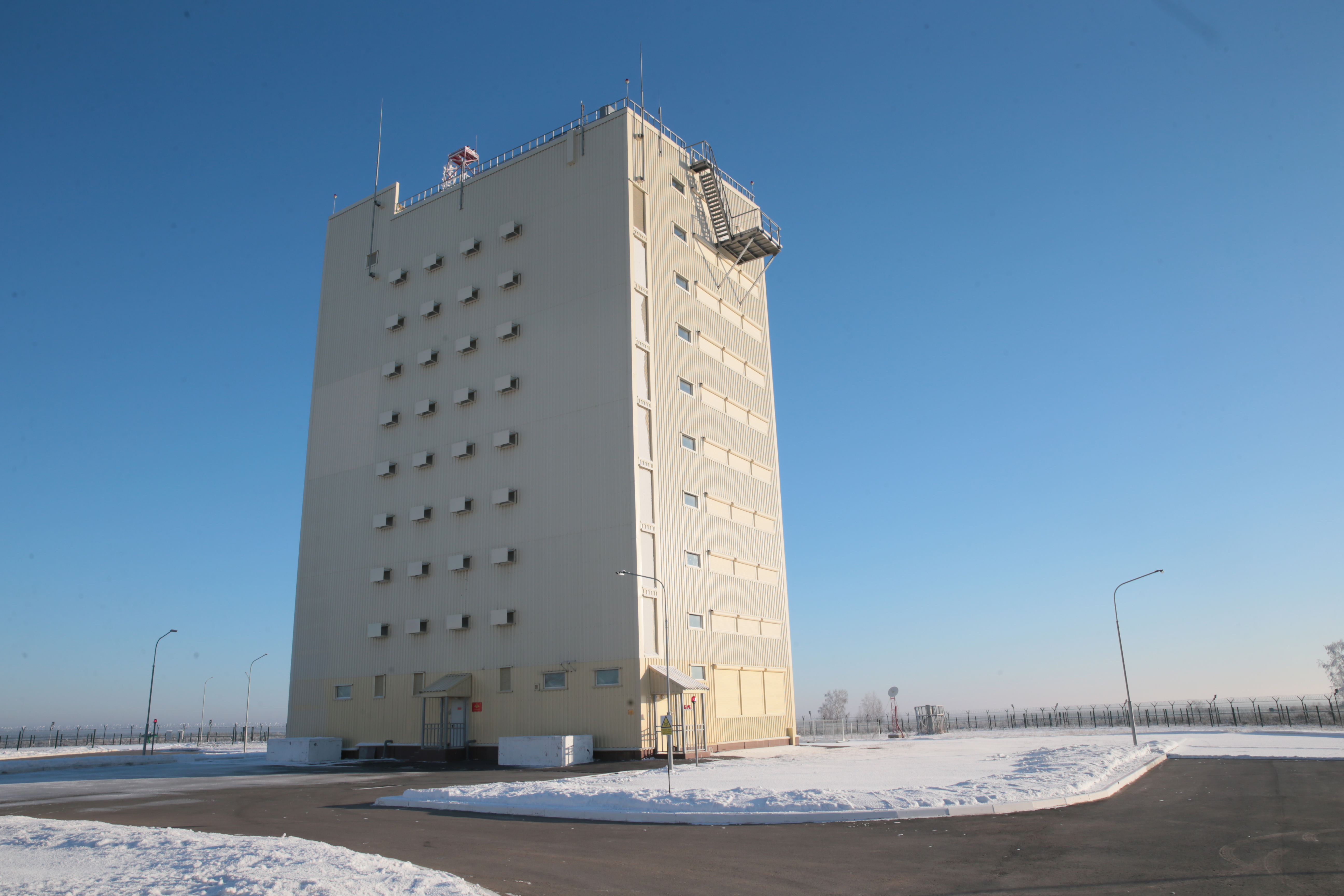
Selber Baukörper wie im Bild oberhalb von einer anderen Seite

Das erste Woronesch-M-Radar wurde in Lechtussi (Lekhtusi) in der Nähe von St. Petersburg installiert: Ab 2005 wurde es erprobt, 2012 dann als „kampfbereit“ deklariert. Es grenzt an die A.-F.-Moschaiski-Militär-Weltraum-Akademie, ein Offiziersausbildungszentrum der russischen Luft- und Weltraum-Verteidigung. Es wird beschrieben, dass es die Frühwarn-Lücke fülle, die durch die Schließung der Radarstation in Skrunda in Lettland im Jahr 1998 entstanden sei, obwohl ebenfalls geäußert wurde, dass das Wolga-Radar in Hanzawitschy (Belarus) diese Aufgabe erfüllen könne und das UHF-Radar Wolga eine andere [bessere] Auflösung als das VHF-Woronesch-M habe.
Das zweite installierte Woronesch-Radar befindet sich in Armawir im Süden Russlands auf dem Gelände des Baronowski-Flugfelds: ein Woronesch-DM auf UHF-Basis. Es soll die Funktionen ersetzen, die durch die Schließung der Dnestr-Radaranlagen in Sewastopol (Krim) und Mukatschewo (West-Ukraine) im Jahr 2009 verloren gingen. Hier stehen zwei solche Radare: Das erste deckt den südwestlichen Luftraum ab und konnte die Sowjet-Radare in der heutigen Ukraine ersetzen, das zweite ist nach Südosten ausgerichtet und ersetzt das der Radarstation Qəbələ in Aserbaidschan, die Ende 2012 geschlossen wurde.
Das dritte Woronesch-Radar befindet sich südlich von Pionerski in der Oblast Kaliningrad auf dem Gelände des Flugplatzes Dunajewka („Marienhof“): wiederum ein UHF und das einzige Radar hier, seit 2014 voll funktionsfähig und umgeben von Ländern, welche mittlerweile zur NATO gehören.
Ein weiteres Woronesch-Radar wurde in Mischeljowka in der Oblast Irkutsk an der Stelle des dortigen ehemaligen und nie betriebsbereiten Darjal-Radars installiert, welches 2011 abgerissen wurde. Dieses Radar ist ein Woronesch-VP und befindet sich in der Nähe des ehemaligen Darjal-Sendegebäudes: Es deckt den Süden ab und kann eines der beiden Dnepr-Radare hier ersetzen. Ein weiteres Woronesch-VP mit einer Abdeckung von 240 Grad ist hier seit 2014 funktionsfähig.
2015 sollte in Petschora ein weiteres Woronesch-VP gebaut werden, um das dortige Darjal zu ersetzen. Ebenso war für 2017 in Olenegorsk ein Woronesch-VP geplant, welches das dortige Dnepr/Daugawa ersetzen sollte. Im Rahmen der öffentlichen Verhandlungen über die Zukunft der Radarstation Qəbələ wurde vorgeschlagen, 2017 das dortige Darjal durch ein Woronesch-VP zu ersetzen, obwohl die dortige Radarstation bereits Ende 2012 geschlossen worden war.
2013 begannen entsprechende Arbeiten an der Station in Barnaul (Altai), weitere angekündigte Standorte waren Omsk, Jenisseisk und Orenburg – am 20. Dezember 2017 wurden im Land drei neue Woroneschs in Betrieb genommen, wodurch sich die Gesamtzahl der in Betrieb befindlichen auf acht erhöhte (Armawir betreibt 2 Stationen): In den Regionen Krasnojarsk und Altai sowie der Oblast Orenburg.
Laut russischem Verteidigungsministerium sollte der Bau neuer Radarstationen in der Nähe von Workuta und Murmansk (Olenegorsk) 2022 abgeschlossen sein.
Nach Angaben des österreichischen Obersten Markus Reisner sind bis zu zehn Woronesch-DM-Frühwarnradarsysteme über ganz Russland verteilt: auf Standorten in Murmansk, bei St. Petersburg, in Kaliningrad, in Barnaul, in Omsk, bei Irkutsk, bei Workuta, in Krasnogorsk und in Armawir. Das in Armawir befindliche Radarsystem wurde am 23. Mai 2024 durch ukrainische Drohnen erheblich beschädigt. In der Nacht vom 26. auf den 27. Mai 2024 wurde vermutlich das Woronesch-M-Radar in Orenburg ebenfalls durch einen Drohnenangriff beschädigt.